# Antonio Parić
Antonio Parić (* 20. Juni 2004 in Virovitica) ist ein kroatischer Fußballspieler.

## Karriere
Parić begann seine Karriere beim SK Rapid Wien. Im April 2014 wechselte er zum FC Admira Wacker Mödling. Im März 2018 wechselte er in die Jugend des First Vienna FC. Bei der Vienna rückte er zur Saison 2021/22 in den Kader der zweiten Mannschaft. In seiner ersten Saison kam er zu 18 Einsätzen in der siebtklassigen 1. Klasse, in denen er zwölf Tore erzielte. Mit Vienna II stieg er zu Saisonende in die Oberliga auf. Im Mai 2023 stand er gegen den FC Admira Wacker Mödling erstmals im Profikader der Wiener.
Sein Debüt in der 2. Liga gab er anschließend im selben Monat, als er am 29. Spieltag der Saison 2022/23 gegen den SK Vorwärts Steyr in der Nachspielzeit für Čedomir Bumbić eingewechselt wurde.